# Reinhold Dahlström
Johan Reinhold Dahlström, född 28 september 1863 i Stockholm, död 27 december 1943 i Nockeby, var en svensk bergsingenjör.
Reinhold Dahlström var son till sjökaptenen Frans Theodor Dahlström. Efter mogenhetsexamen i Stockholm 1881 genomgick han Tekniska högskolan och blev 1884 bergsingenjör. Dahlström var 1884-1891 gruvmätare vid Kärrgruvan och verkade 1892-1907 som gruvingenjör vid Norbergs gruvförvaltning. 1904-1932 var han gruvingenjör åt Fagersta bruks AB och 1907-1932 även gruvförvaltare åt Fagersta bruk. 1890-1892 gjorde han stadsplanen för Norbergs municipalsamhälle. Från 1898 var han styrelseledamot i AB Norbergs mekaniska verkstad och var 1927-1937 styrelseledamot i Dannemora gruvor med flera gruvbolag. Dahlström var även kommunalt verksam i Norberg, Västanfors och Fagersta.